# Bułgaria na Zimowych Igrzyskach Olimpijskich 1936
Bułgarię na Zimowych Igrzyskach Olimpijskich 1936 reprezentowało 7 zawodników.

## Reprezentanci

### Biegi narciarskie

#### Mężczyźni
| Zawodnik                                                 | Konkurencja             | Czas    | Pozycja | Źródło |
| -------------------------------------------------------- | ----------------------- | ------- | ------- | ------ |
| Christo Koczow                                           | 18 km stylem klasycznym | 1:32:30 | 53.     | [ 1 ]  |
| Iwan Angełakow                                           | 18 km stylem klasycznym | 1:41:44 | 66.     | [ 1 ]  |
| Dimityr Kostow                                           | 18 km stylem klasycznym | 1:42:22 | 68.     | [ 1 ]  |
| Raczo Żekow                                              | 18 km stylem klasycznym | 1:43:11 | 70.     | [ 1 ]  |
| Christo Koczow Iwan Angełakow Dimityr Kostow Raczo Żekow | Sztafeta 4 × 10 km      | 3:29:39 | 15.     | [ 2 ]  |

### Narciarstwo alpejskie

#### Mężczyźni
| Zawodnik          | Konkurencja | Zjazd   | Zjazd     | Slalom      | Slalom      | Slalom         | Slalom | Średnia punktów  | Pozycja          | Źródło |
| Zawodnik          | Konkurencja | Zjazd   | Zjazd     | Czas        | Czas        | Czas całkowity | Punkty | Średnia punktów  | Pozycja          | Źródło |
| Zawodnik          | Konkurencja | Czas    | Punkty    | 1. przejazd | 2. przejazd | Czas całkowity | Punkty | Średnia punktów  | Pozycja          | Źródło |
| ----------------- | ----------- | ------- | --------- | ----------- | ----------- | -------------- | ------ | ---------------- | ---------------- | ------ |
| Borisław Jordanow | Kombinacja  | 6:06.4  | 78,44 pkt | 2:06.1      | DQ          | DQ             | DQ     | Nieklasyfikowany | Nieklasyfikowany | [ 3 ]  |
| Asen Cankow       | Kombinacja  | 10:53.2 | 44 pkt    | 2:13.5      | DQ          | DQ             | DQ     | Nieklasyfikowany | Nieklasyfikowany | [ 3 ]  |
| Bojan Dimitrow    | Kombinacja  | DQ      | DQ        | NQ          | NQ          | NQ             | NQ     | Nieklasyfikowany | Nieklasyfikowany | [ 3 ]  |